# تیم ملی بسکتبال زنان ژاپن
تیم ملی بسکتبال زنان ژاپن (انگلیسی: Japan women's national basketball team) نماینده بسکتبال زنان ژاپن در رقابت های ورزشی جهانی است. این تیم سابقه نایب قهرمانی بسکتبال جهان و قهرمانی جام آسیا را دارد.